# Hülsenbecker Tal

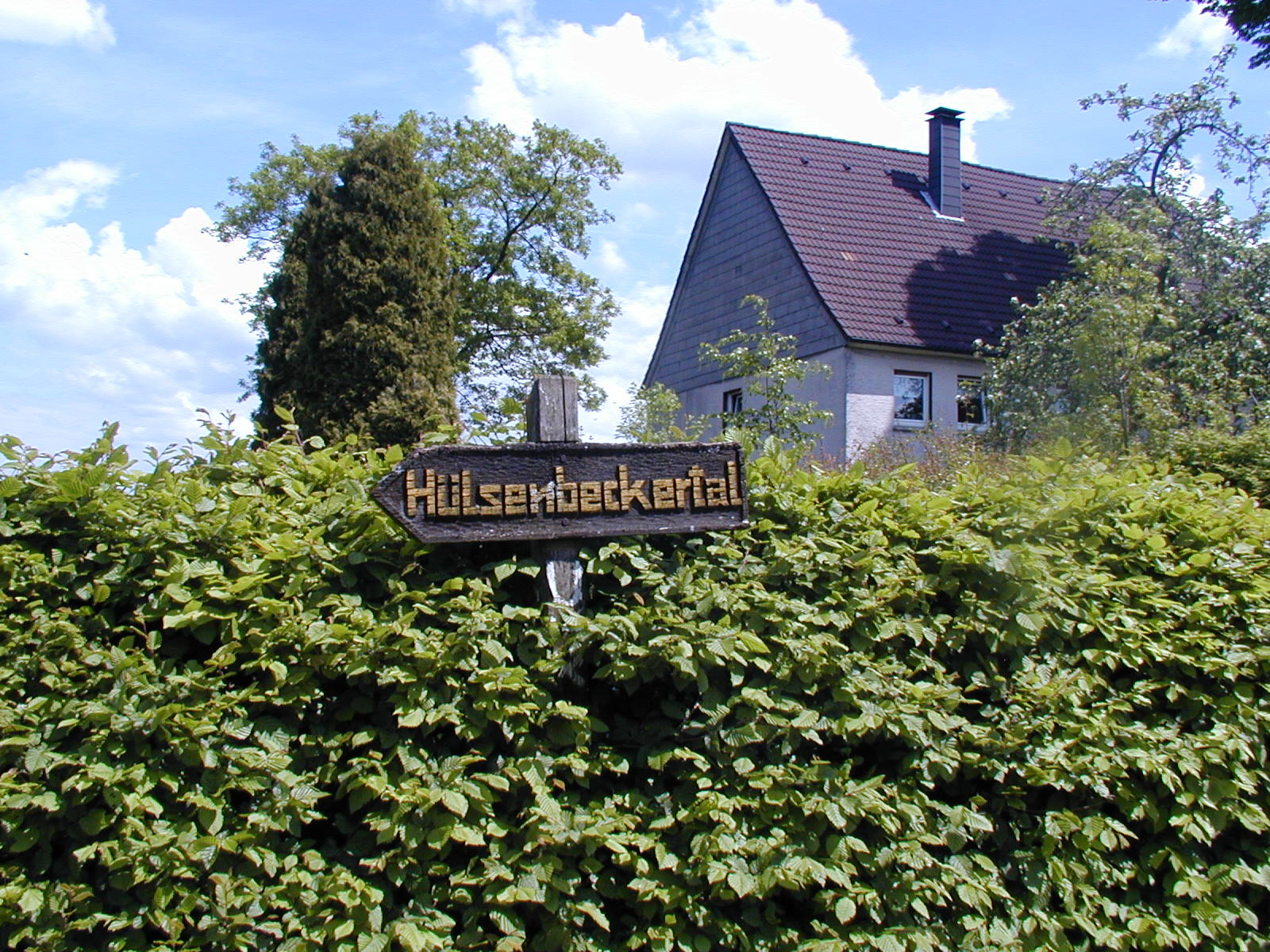
Hinweisschild ins Hülsenbecker Tal

Das Hülsenbecker Tal in der nordrhein-westfälischen Stadt Ennepetal wird vom namensgebenden Bach Hülsenbecke durchflossen. Naturräumlich ist es Bestandteil der Ennepetaler Schluchten innerhalb der Hagener Randhöhen des Rheinischen Schiefergebirges. Im unteren Drittel wurde der Talraum als Landschaftspark gestaltet und ist damit ein beliebtes Naherholungsgebiet der Stadt Ennepetal.

## Beschreibung

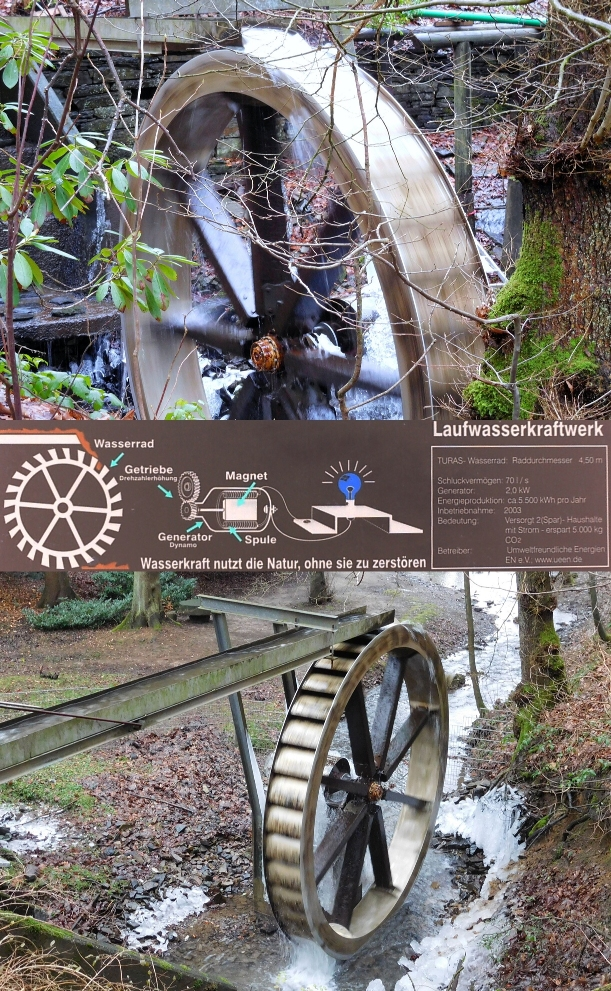
Laufwasserwerk

Die Hülsenbecke ist ein in die Ennepe mündender Bachlauf, der seine Quelle beim Weiler Rüggeberg hat. Von ihr werden die Teiche und der Wasserkraft-Park gespeist. Eingangs des Tales befinden sich zwei alte Fachwerkhäuser, ein Reithof und ein Café. Im unteren Talraum im Bereich der heutigen Parkanlage standen im 18. Jahrhundert zwei Wassertriebwerke, darunter ein Schleifkotten.
Das Tal bildet ein Naherholungsgebiet, das durch mehrere markierte Wanderwege und Nordic-Walking-Parcours – der längste misst etwa 8 km – durchlaufen wird. Im unteren Drittel befinden sich ein ausgedehnter Tierpark, eine Teichlandschaft zum Beobachten von Wassertieren, ein Wasserkraft-Park mit zwei Wasser-Schaufelrädern samt Lehrtafeln zur historischen Nutzung, eine Freiluft-Arena mit Musikmuschel und zwei Kinderspielzonen, davon eine direkt am Bachlauf. Ein freier Zugang ist ganzjährig möglich.

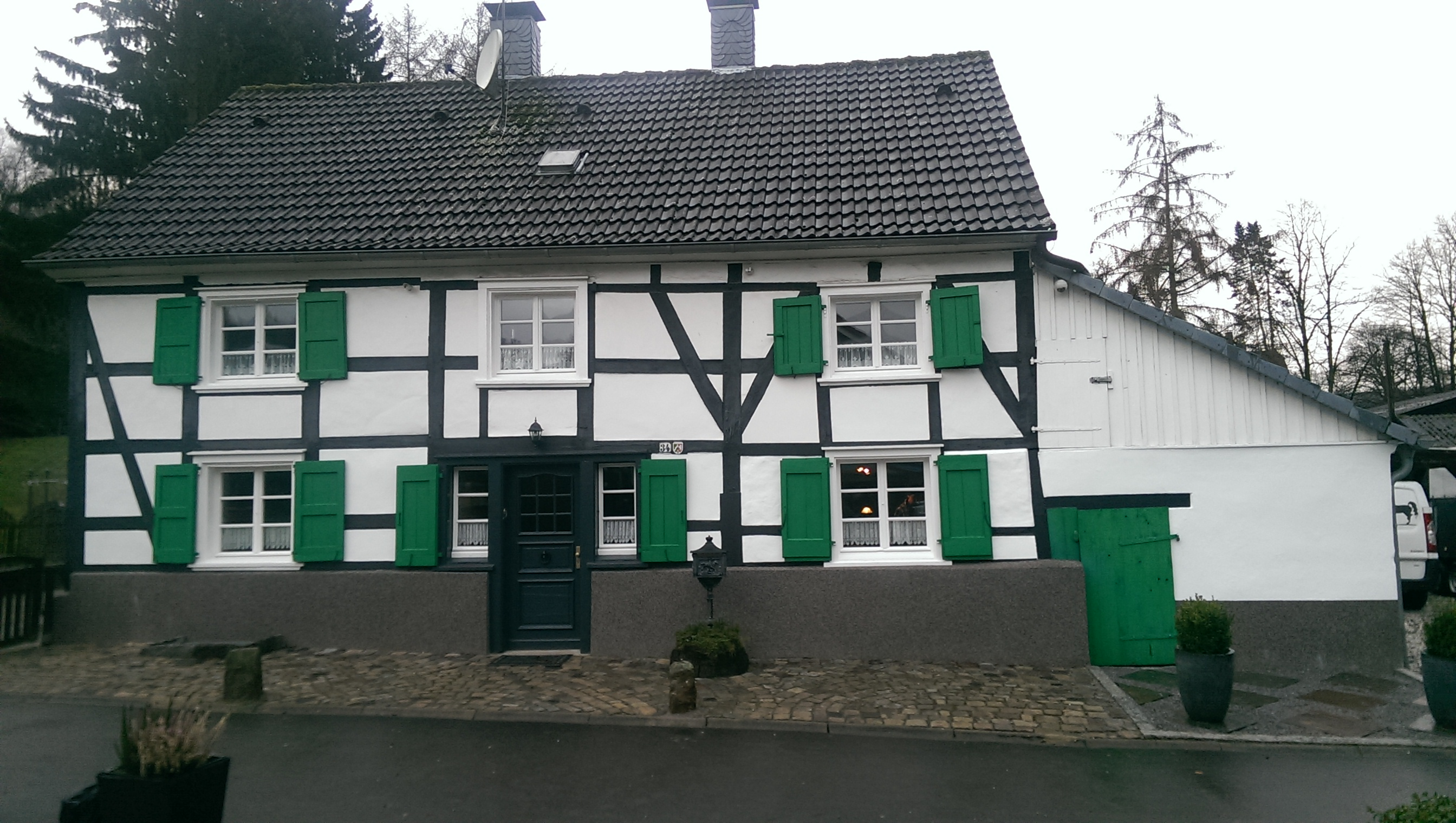
Haus Hülsenbecke 34 im Hülsenbecker Tal
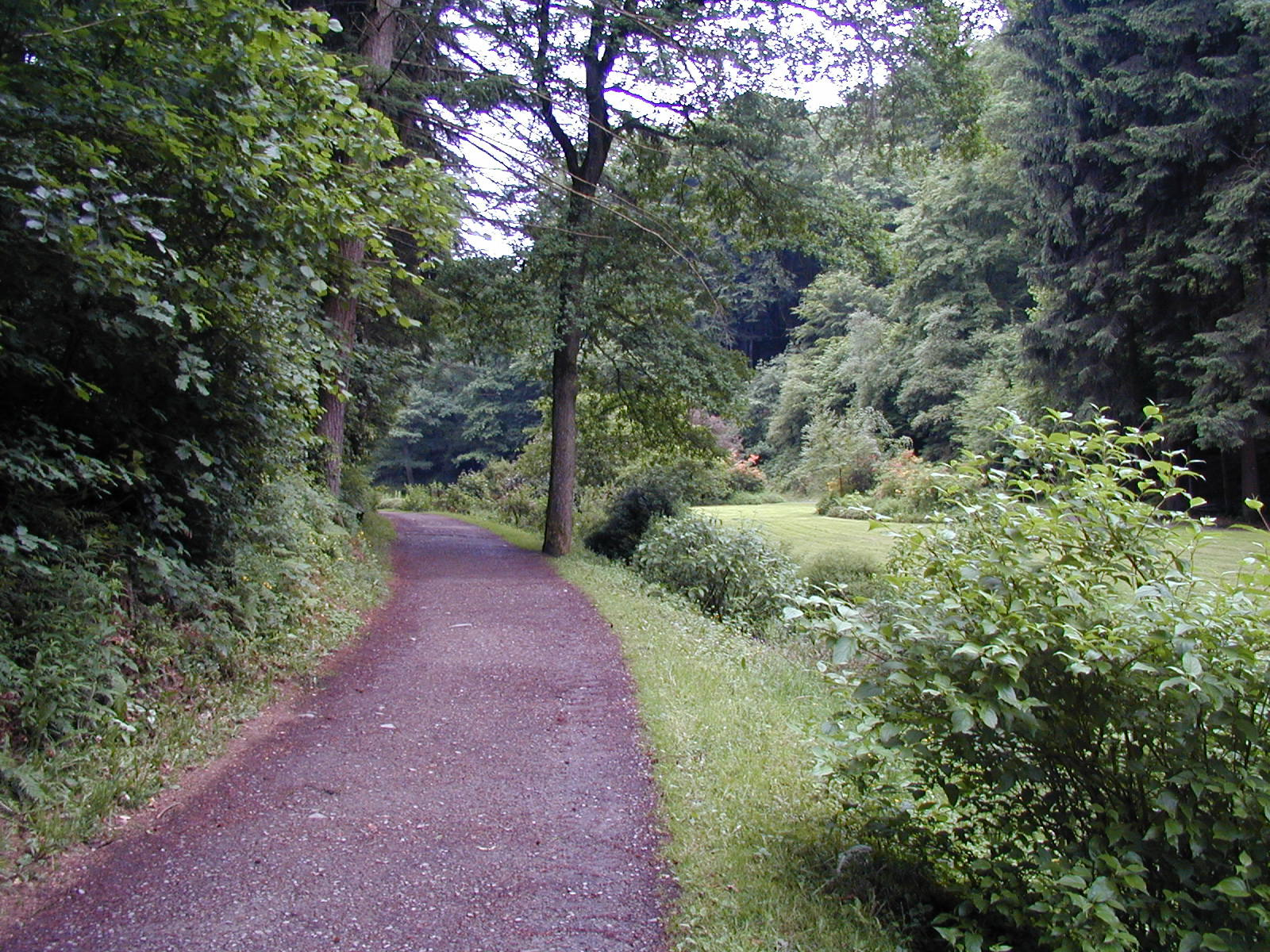
Weg im Tal
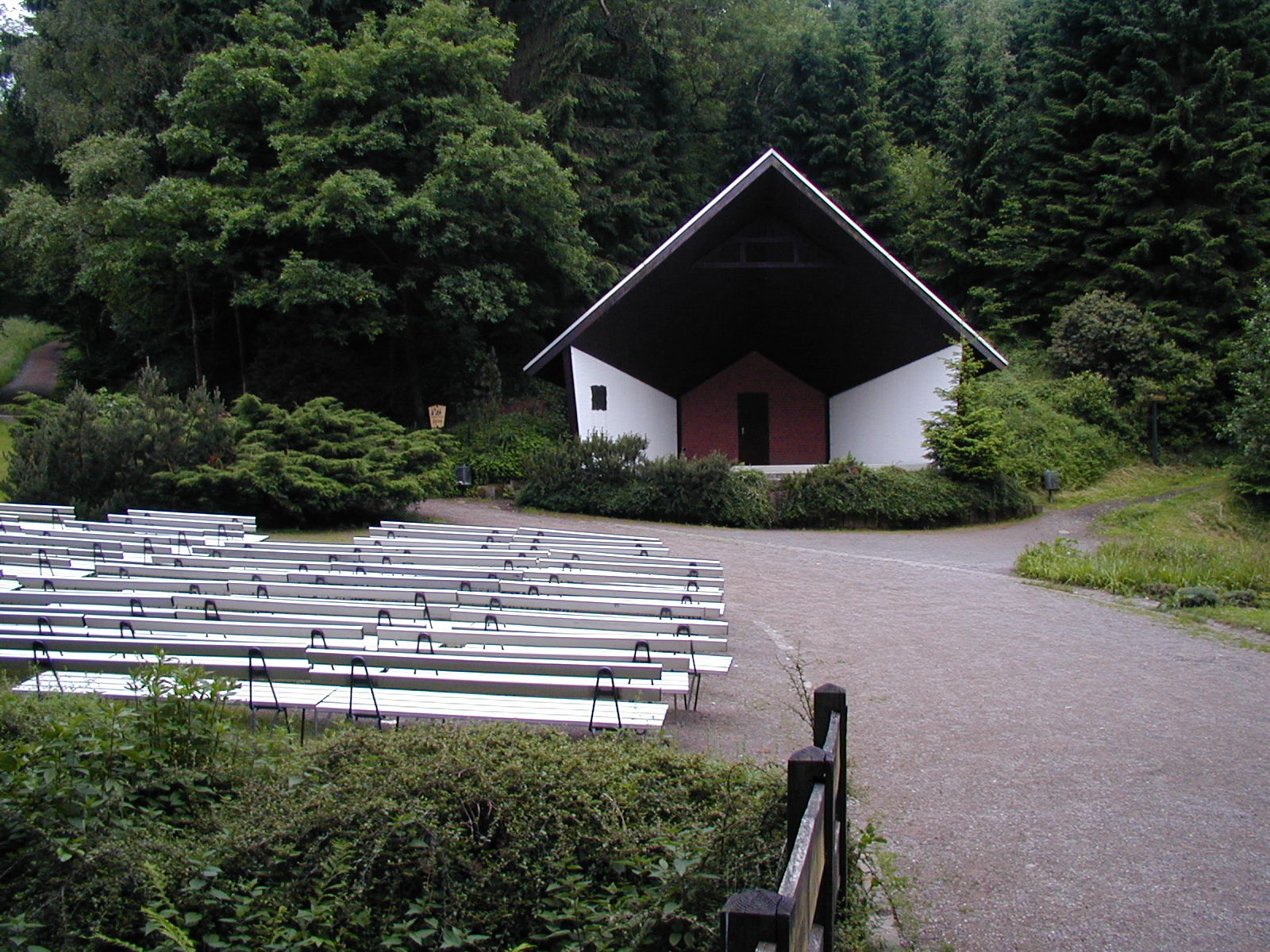
Musikmuschel
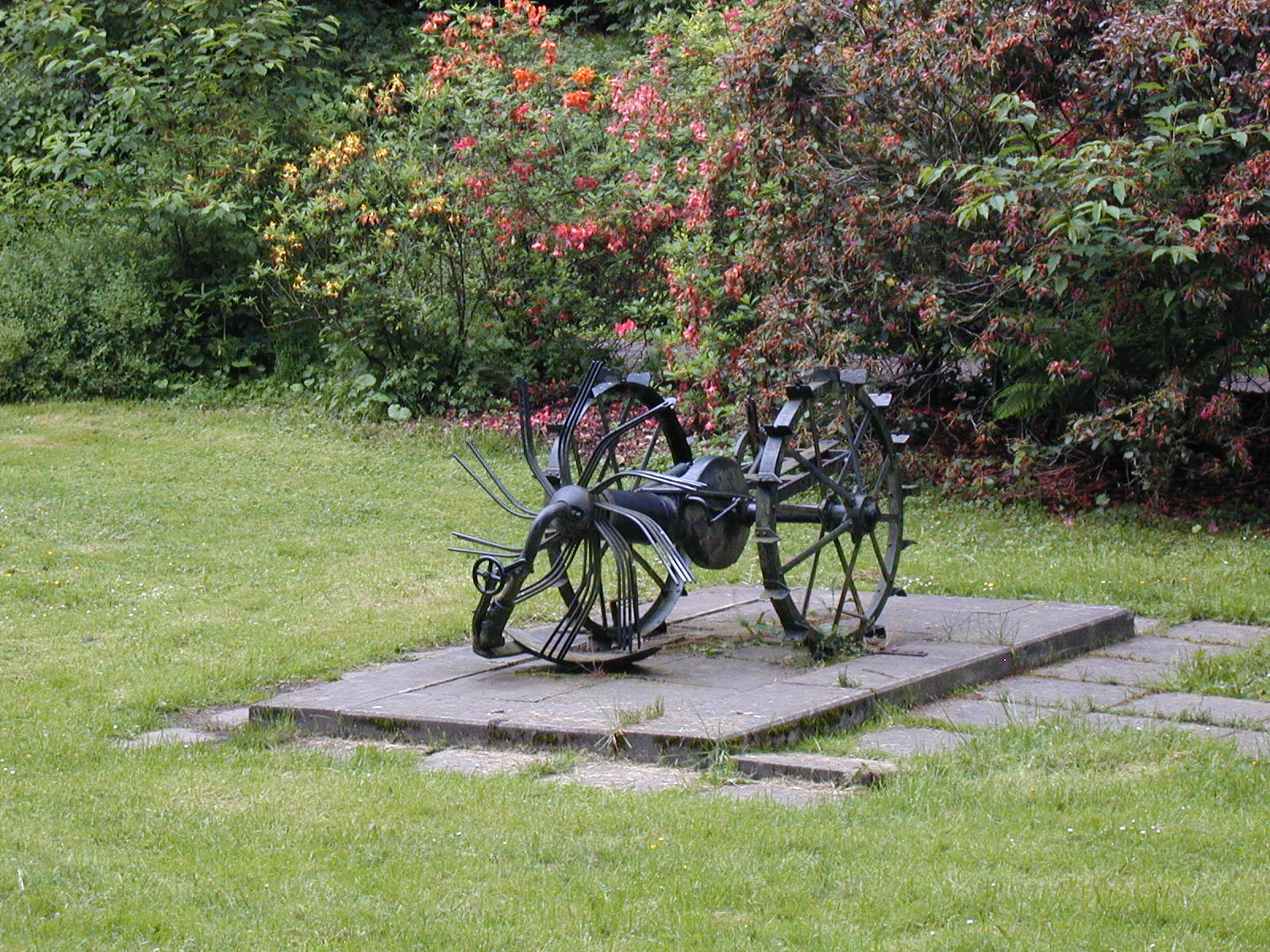
Kartoffelroder als Skulptur
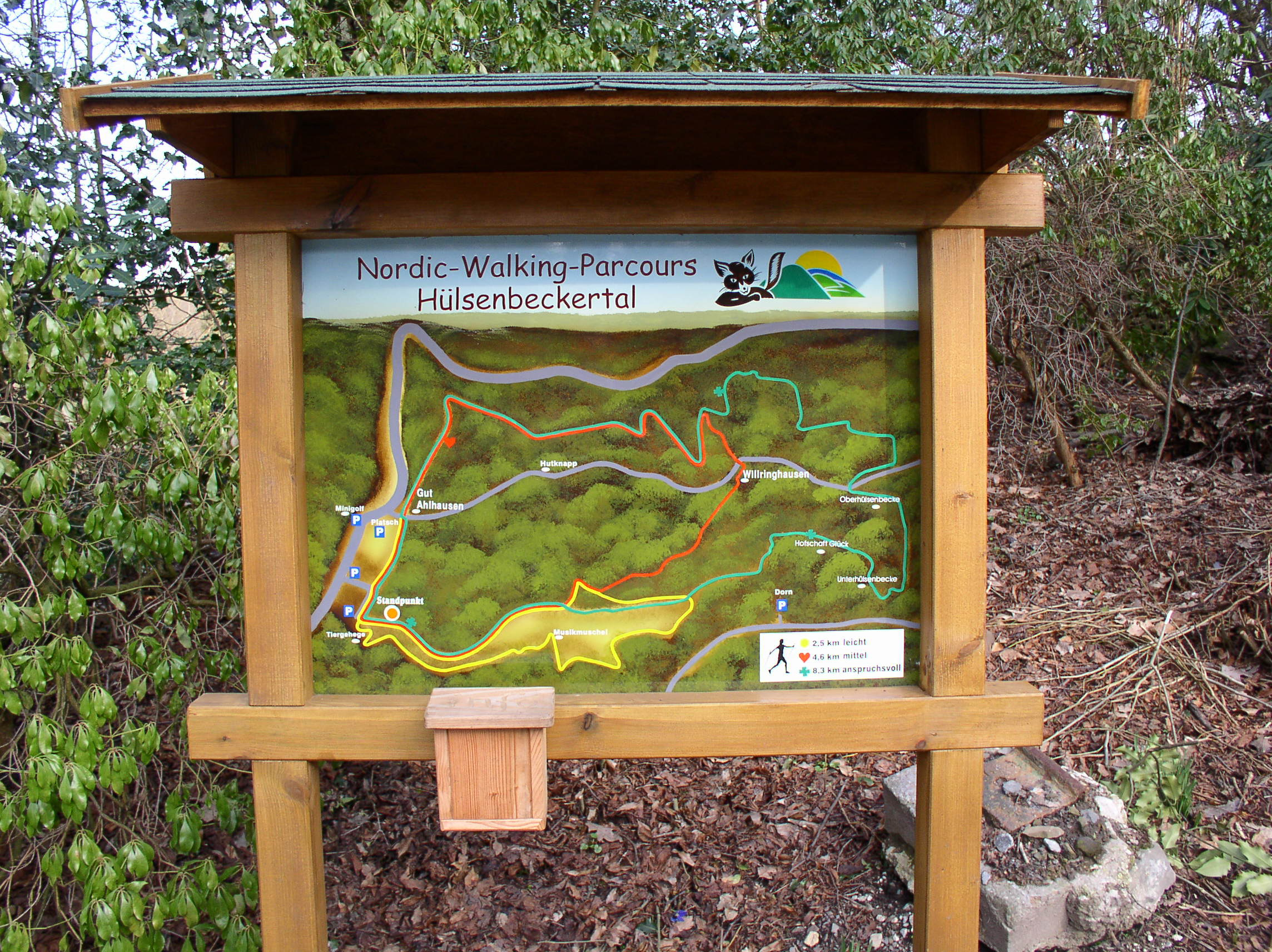
Übersicht über die Nordic-Walking-Parcours

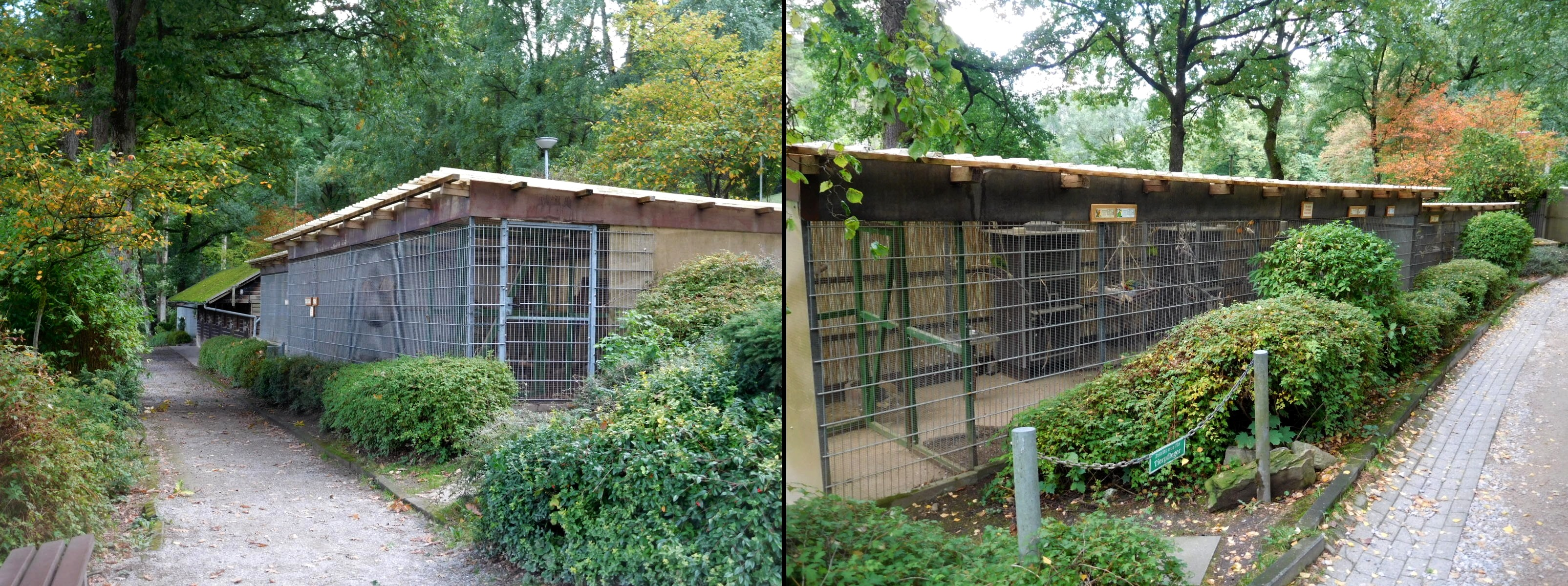
Teilansicht der Käfig-Tiergehege

Der Tierpark ist ein wesentliches Element des Parks und hat den Charakter den Besuchern und insbesondere dem Nachwuchs in vielfältiger Art und Weise die heimische so wie auch exotische Tierwelt nahe zu bringen. Neben dem allgemeinen Lerneffekt ist er geeignet, Kindern und Erwachsenen Freude zu bringen, denn viele der Tiere sind kommunikativ und regen dazu an, sich mit ihnen zu beschäftigen.

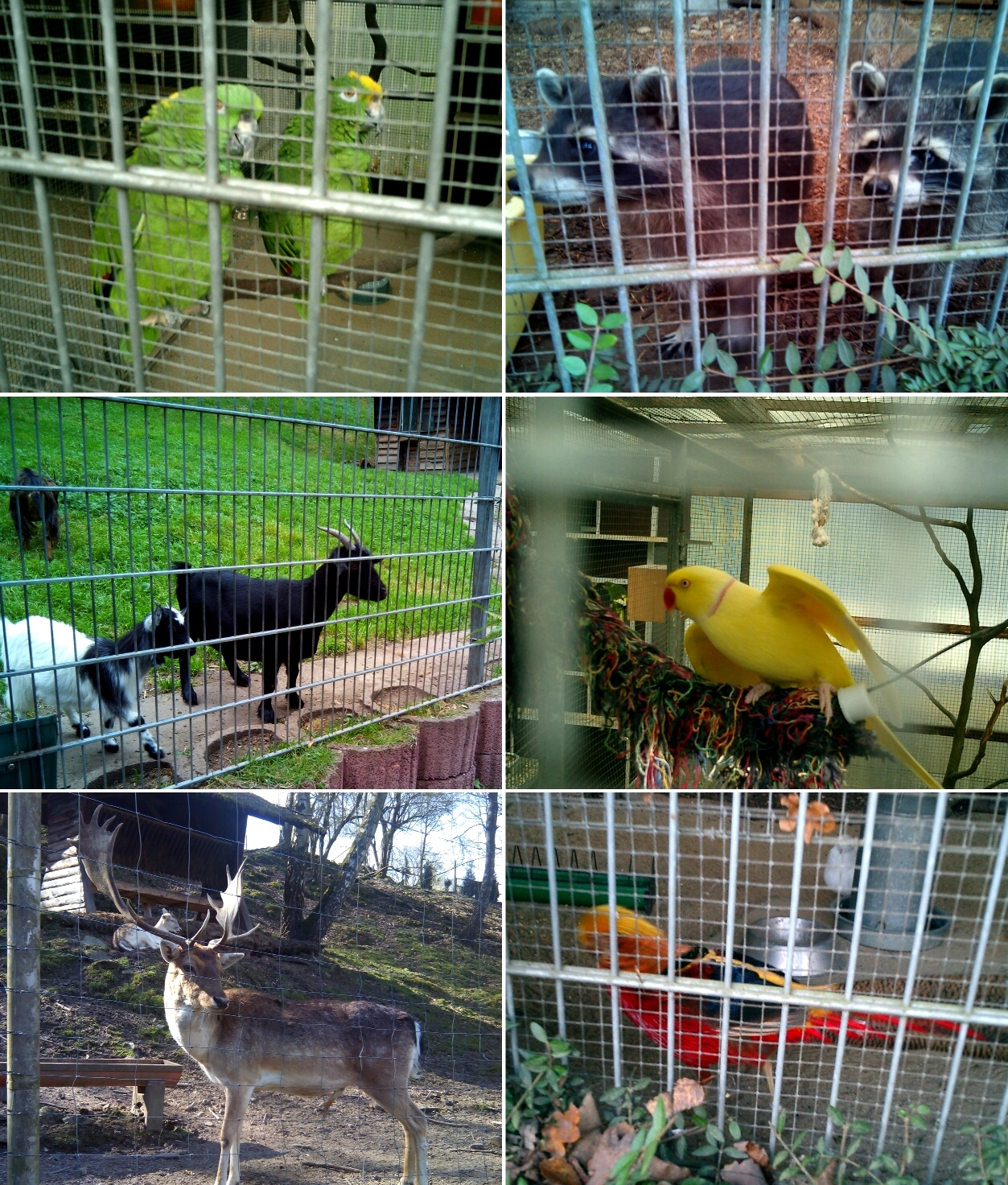
Einige Bewohner der Gehege

Neben den Käfiggehegen gibt es mehrere große Freigehege mit Bewohnern angefangen beim Rotwild (Rehe, Kitze und Hirsche) , Hufwild wie Esel , Ziegen und Artgenossen sowie viel Federvieh, auf den Teichen und in den Gehegen.
Über Automaten wird tierverträgliches Futter angeboten, bei dessen Kauf das den Tieren wie auch der Finanzierung des Parks zugutekommt.

### Umgestaltung des Parks 2016
Gemäß einem Ratsbeschluss der Stadt Ennepetal vom Dezember 2015 war aus wasserschutztechnischen Gründen ein Eingriff in das Dammsystem der Teiche im Hülsenbecker Tal notwendig. Im Zuge dieser Arbeiten sollte gleichzeitig das Naherholungsgebiet aufgewertet und durch landschaftsbauliche Maßnahmen die Attraktivität des Parks erhöht werden.
Die Arbeiten begannen zum Jahresbeginn 2016. Die Hülsenbecke wurde umgeleitet und für die Sicherung der Speisung des Laufwasserwerks wurde ein Rohr gelegt, um die Einspeisung zu sichern. Nach der Entleerung des oberen Teichs wurden die Sedimente und Schlamm, die sich über Jahre hinweg angesetzt hatten, abgefahren und der Damm abgetragen.

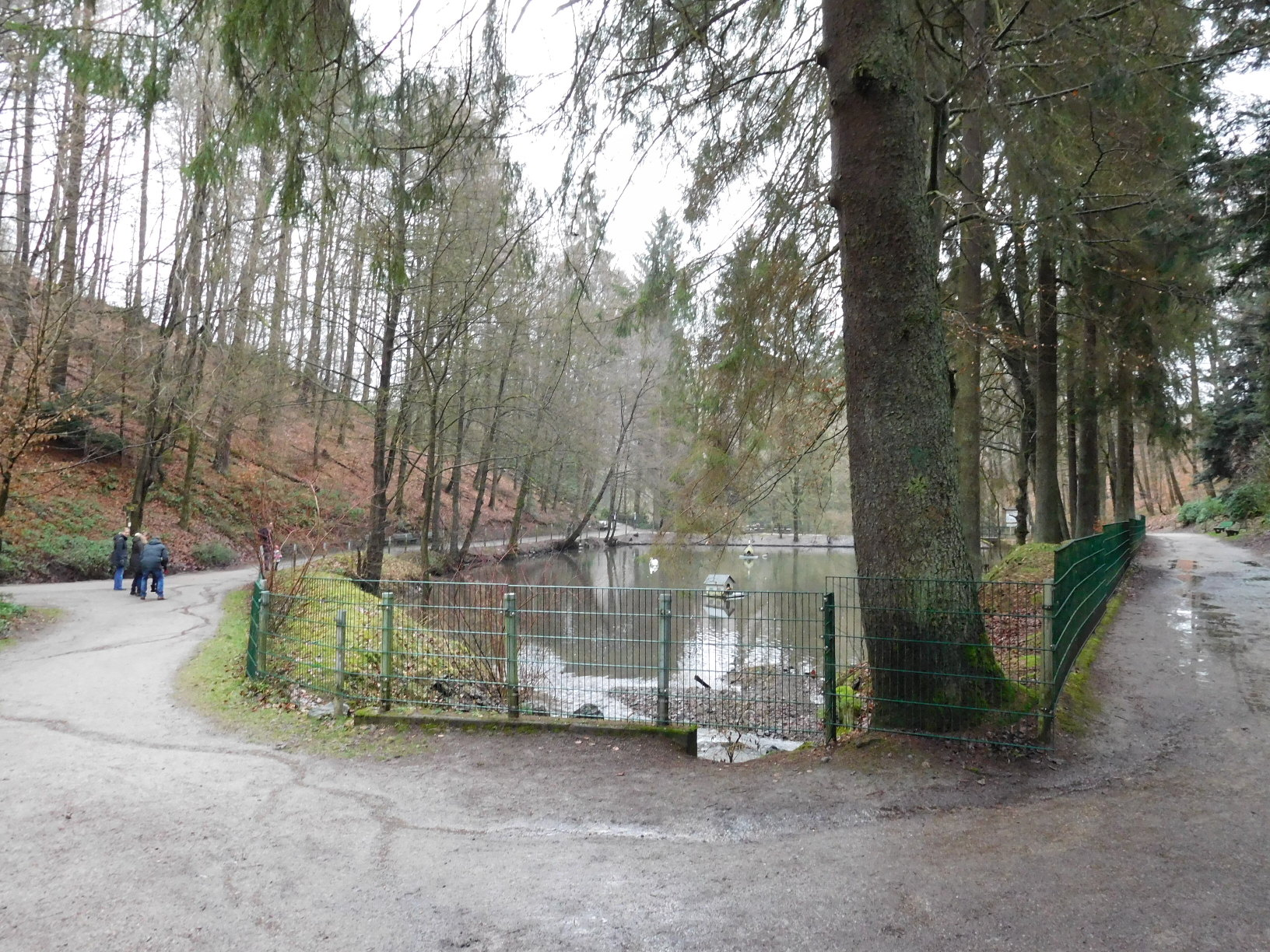
Der obere Teich vor der Umgestaltung
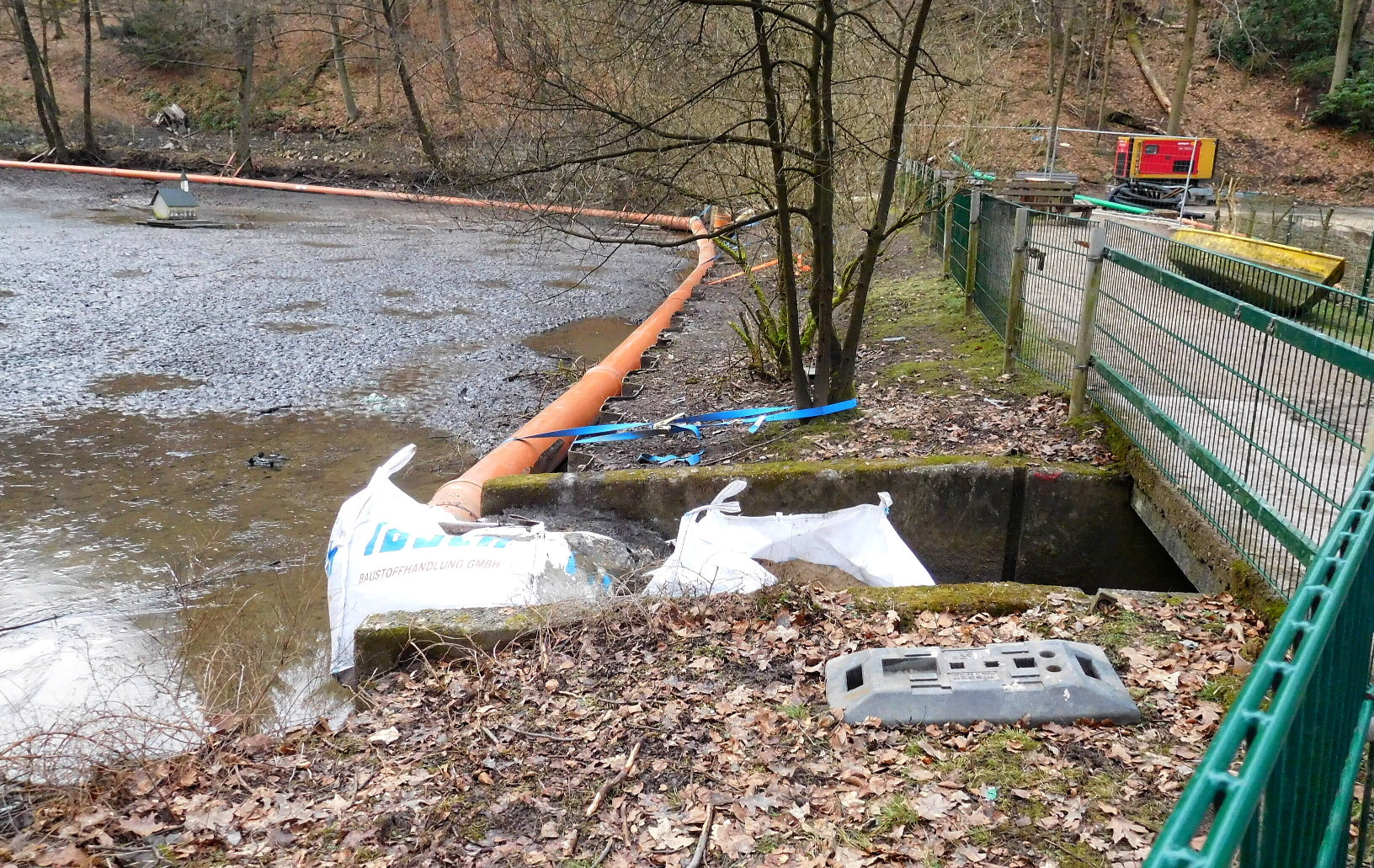
Wasserspeiserohr für das große Wasserrad
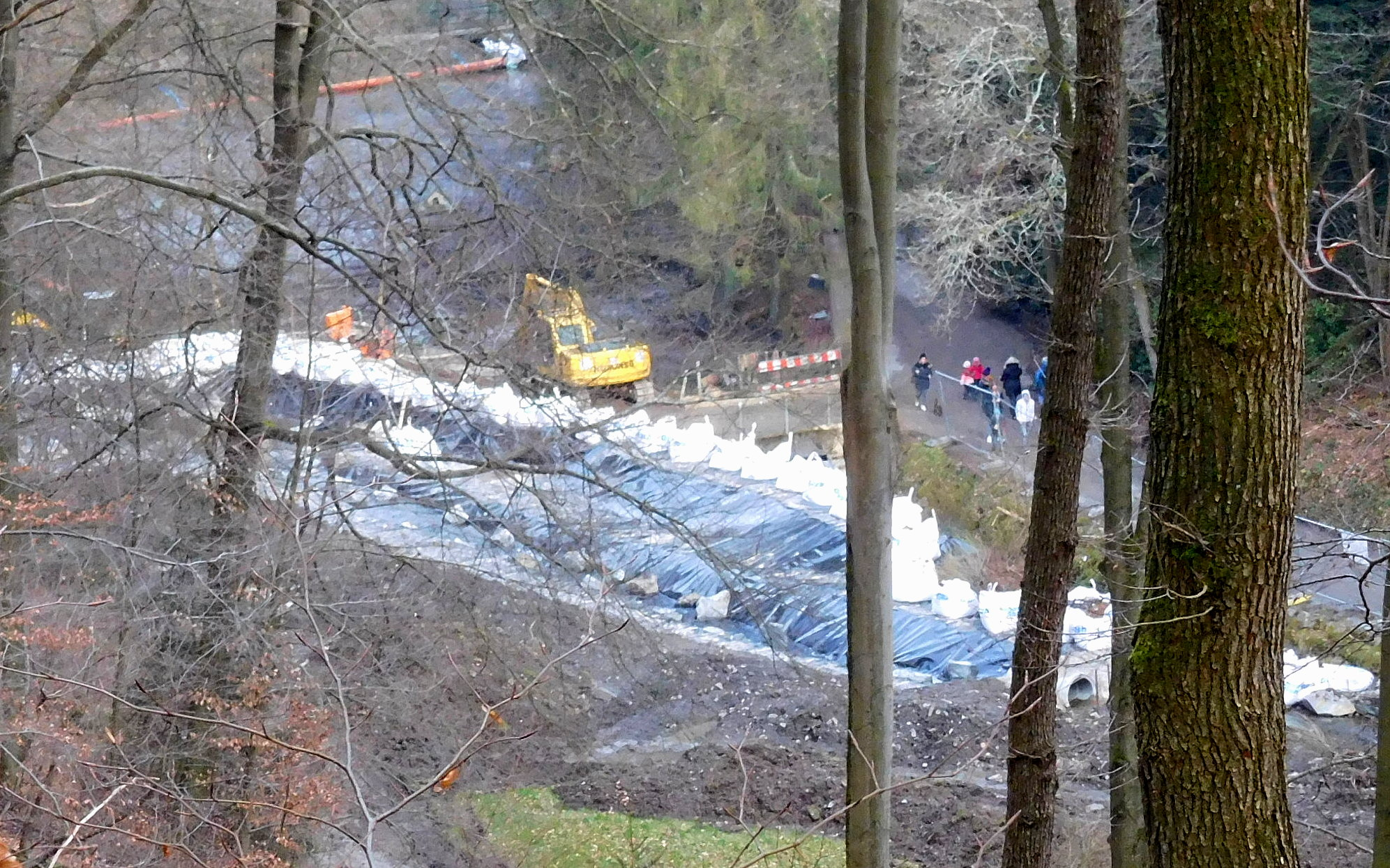
Bachumleitung der Hülsenbecke
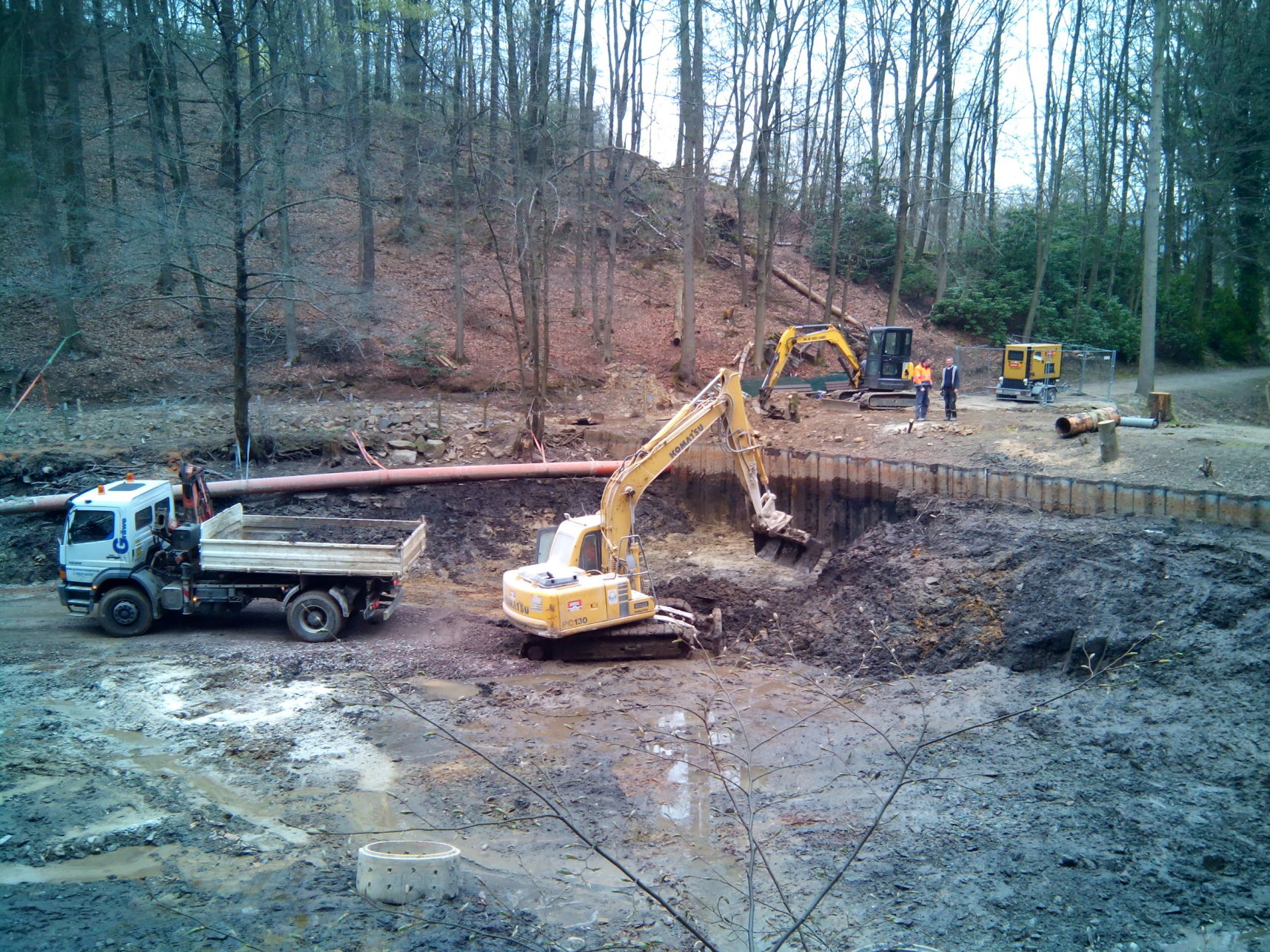
Bauarbeiten am Hülsenbecker Tal
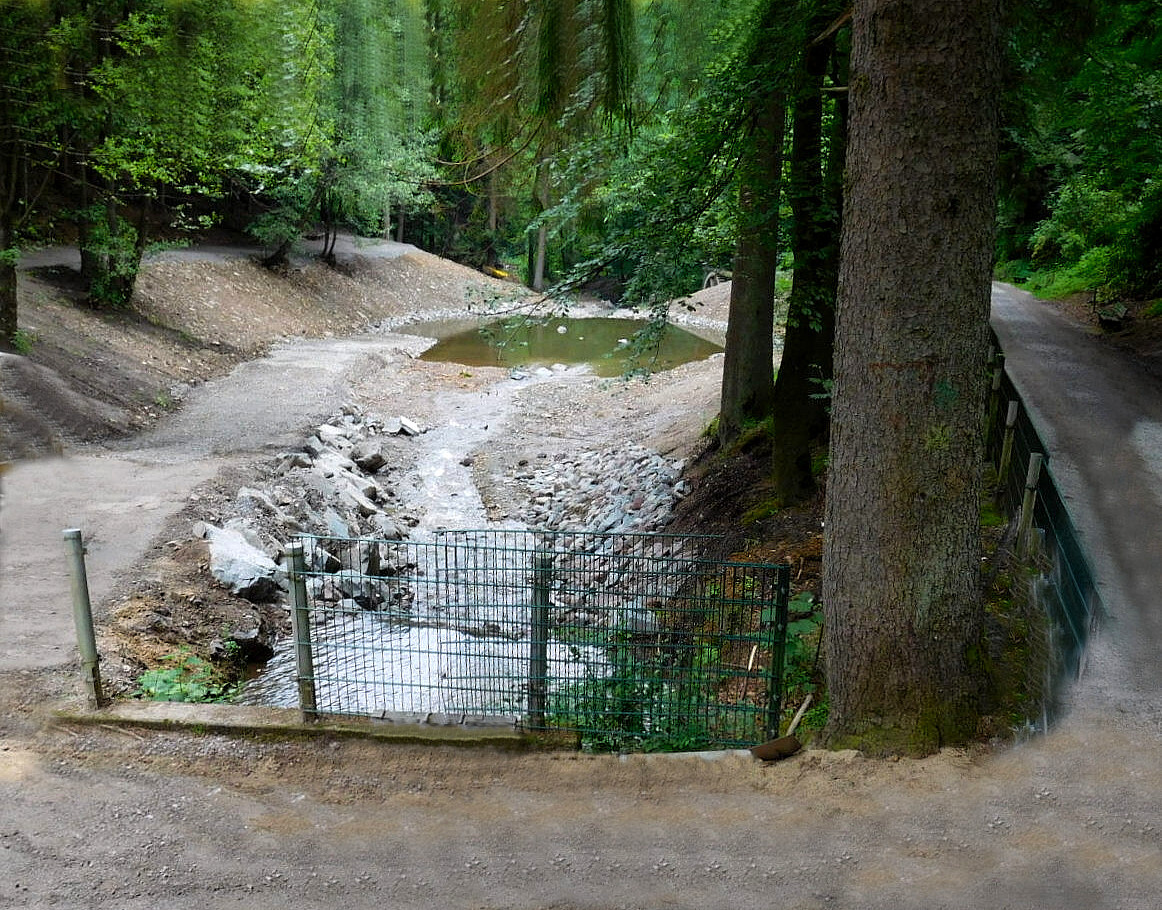
Der obere Teich nach der Umgestaltung

### Sommer 2018 – natürliche Umgestaltung
Nachdem der Wettbewerb zur Umgestaltung des Parks abgeschlossen war, hat die Stadtverwaltung im Januar die Dokumentation „Umgestaltung des Hülsenbeckertals in Ennepetal“ veröffentlicht.
Seit Beginn der Veränderungsarbeiten im Jahre 2016 hat sich die Natur zusehends erholt. Die Tiergehege sind aufbereitet worden, informative Beschilderungen wurden angebracht.
Der Bereich des ehemaligen oberen Teichs blüht wieder, das Laufwasserwerk ist noch erhalten, ebenso ein älteres Wasserspiel.

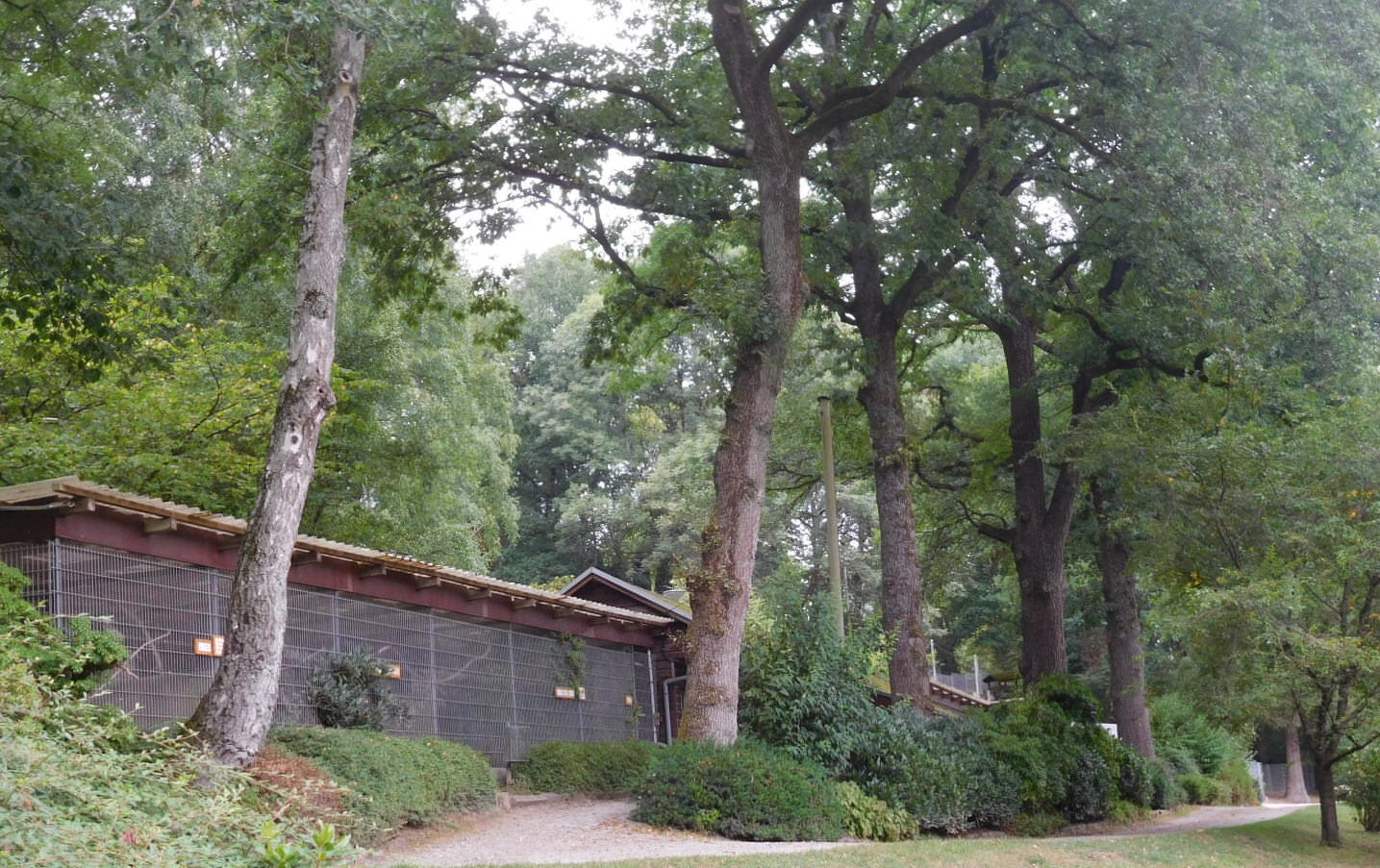
Neue Gehegeinformationen
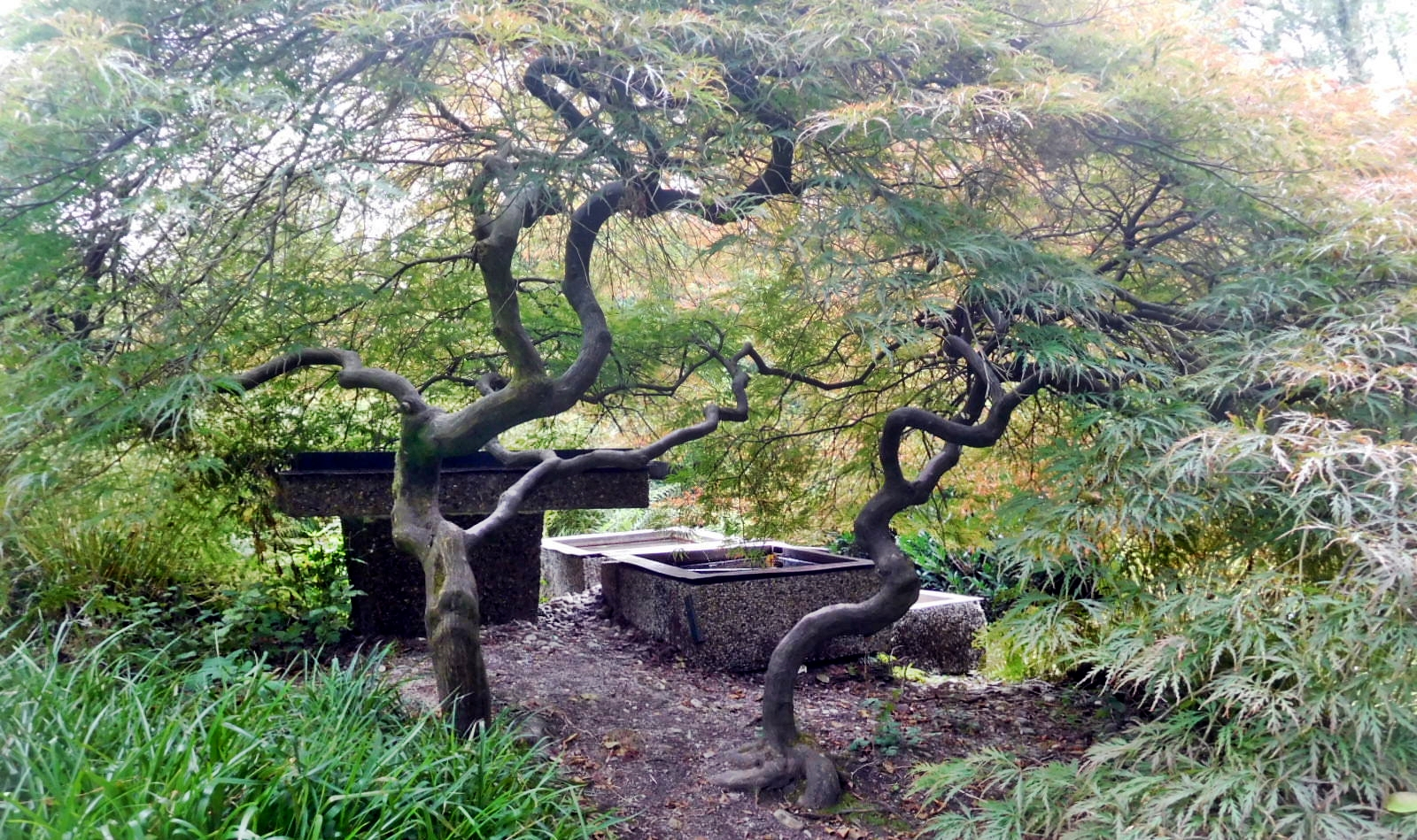
Wasserspiel
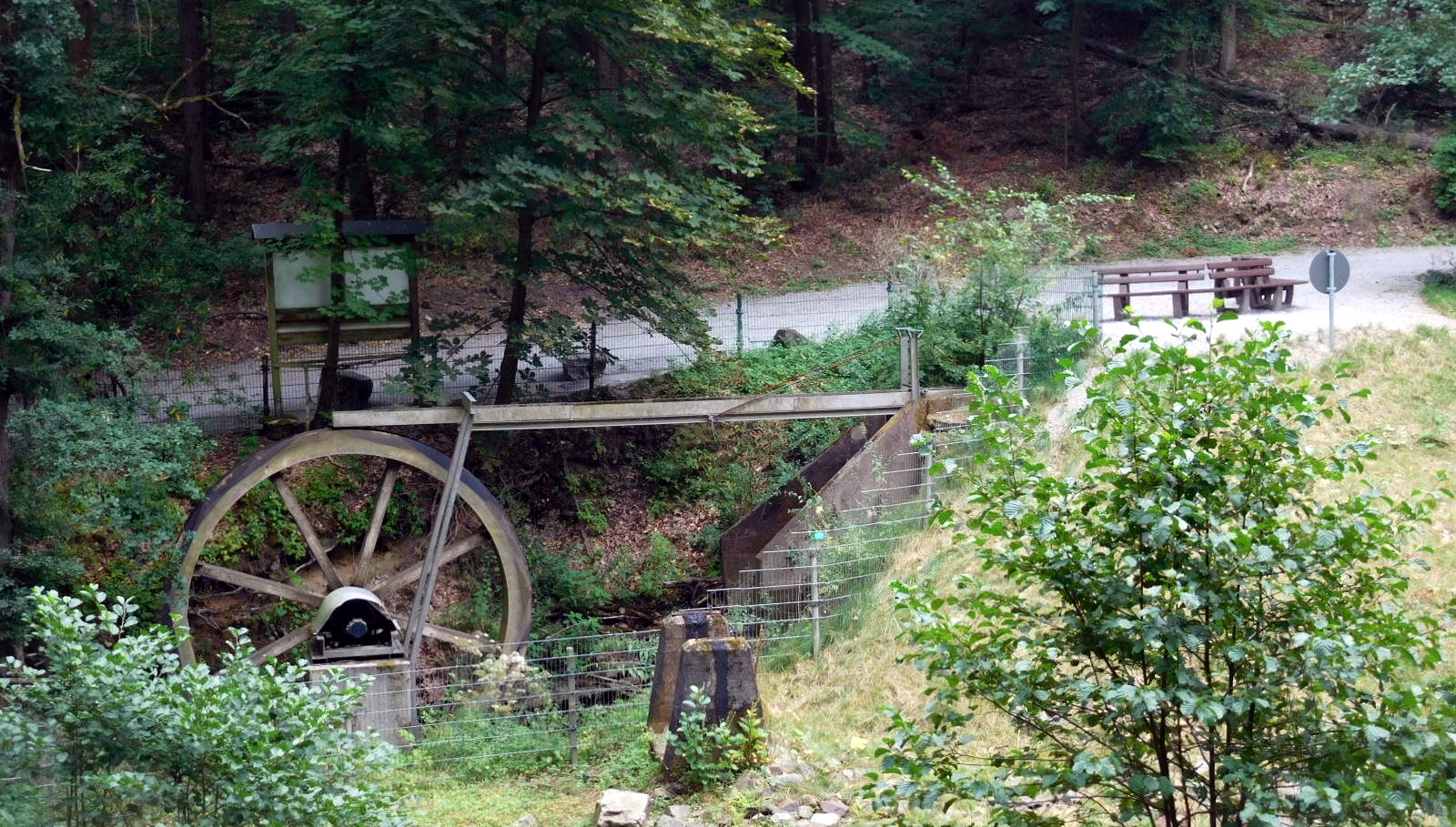
Altes Laufwasserwerk
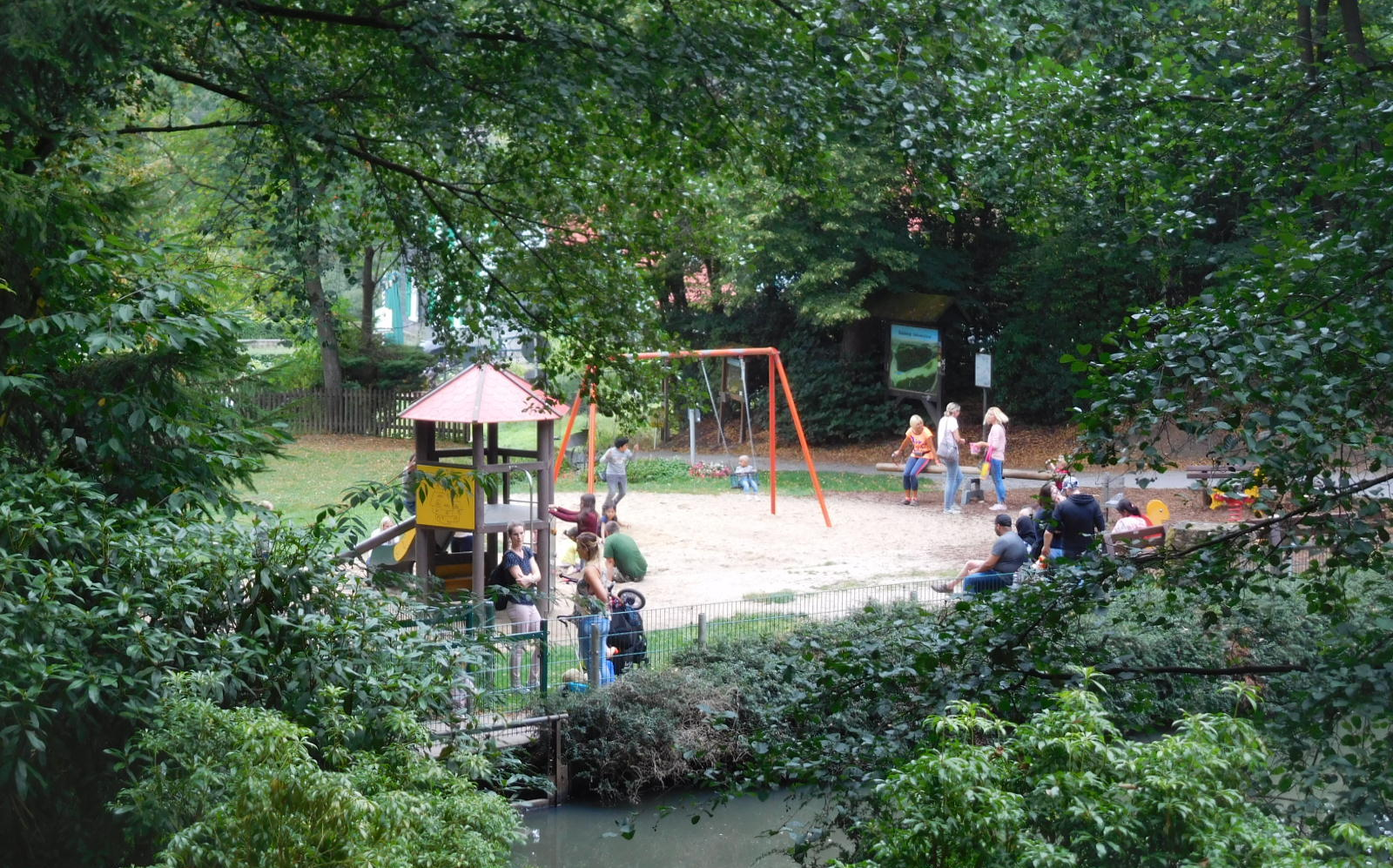
Spielplatz
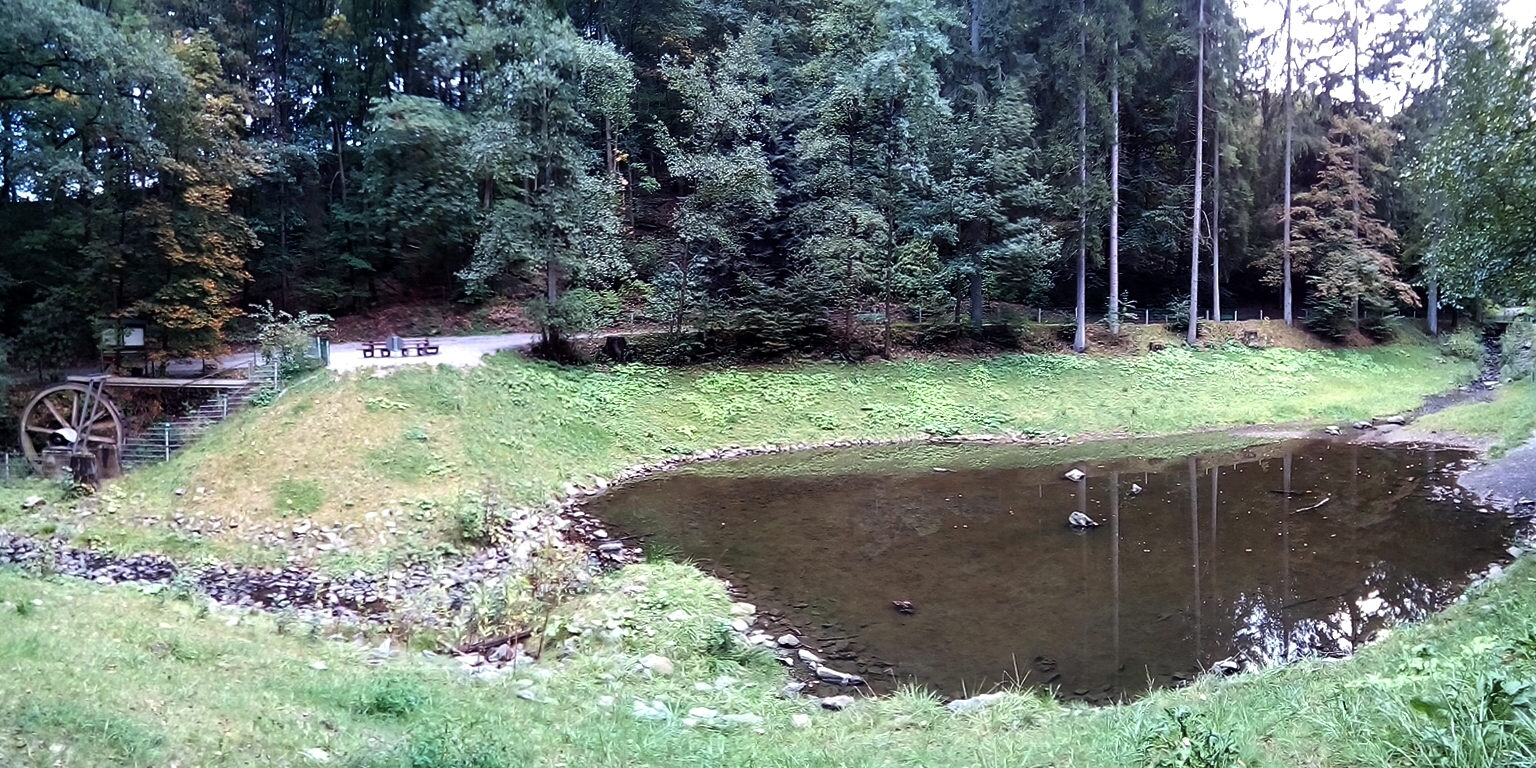
Der neue obere Teich

### 2020 – Die COVID-19-Pandemie tangiert auch das Hülsenbecker Tal
Eine versprochene und geplante Umgestaltung des Freizeitparks hat mit Stand Mai 2020 noch nicht stattgefunden.
Nachdem es im Monat April nur sehr wenig Publikum in Park gegeben hat, kommen jetzt wieder vermehrt Besucher, aber die gesetzlichen Einschränkungen mit Bezug auf Corona vermindern im gewissen Sinne den Erholungswert.
Maßgebliche Einschränkung sind die Auswirkungen des gesetzlichen Abstandsgebots. Beim Kinderspielplatz weisen Hinweisschilder auf die Abstandsregeln hin, was sicher eine Herausforderung für die Eltern ist, aber auch auf den Parkwegen wird auf den geforderten Abstand hingewiesen.
Dieser Zustand wird sicher in die Historie des Parks eingehen.
Die gegenwärtige und wahrscheinlich anhaltende Trockenheit führt dazu, dass der Pegel des oberen Teichs stark sinkt. Ein Anlaufen der Umgestaltung würde hier sicher Verbesserungen bringen.

Impressionen
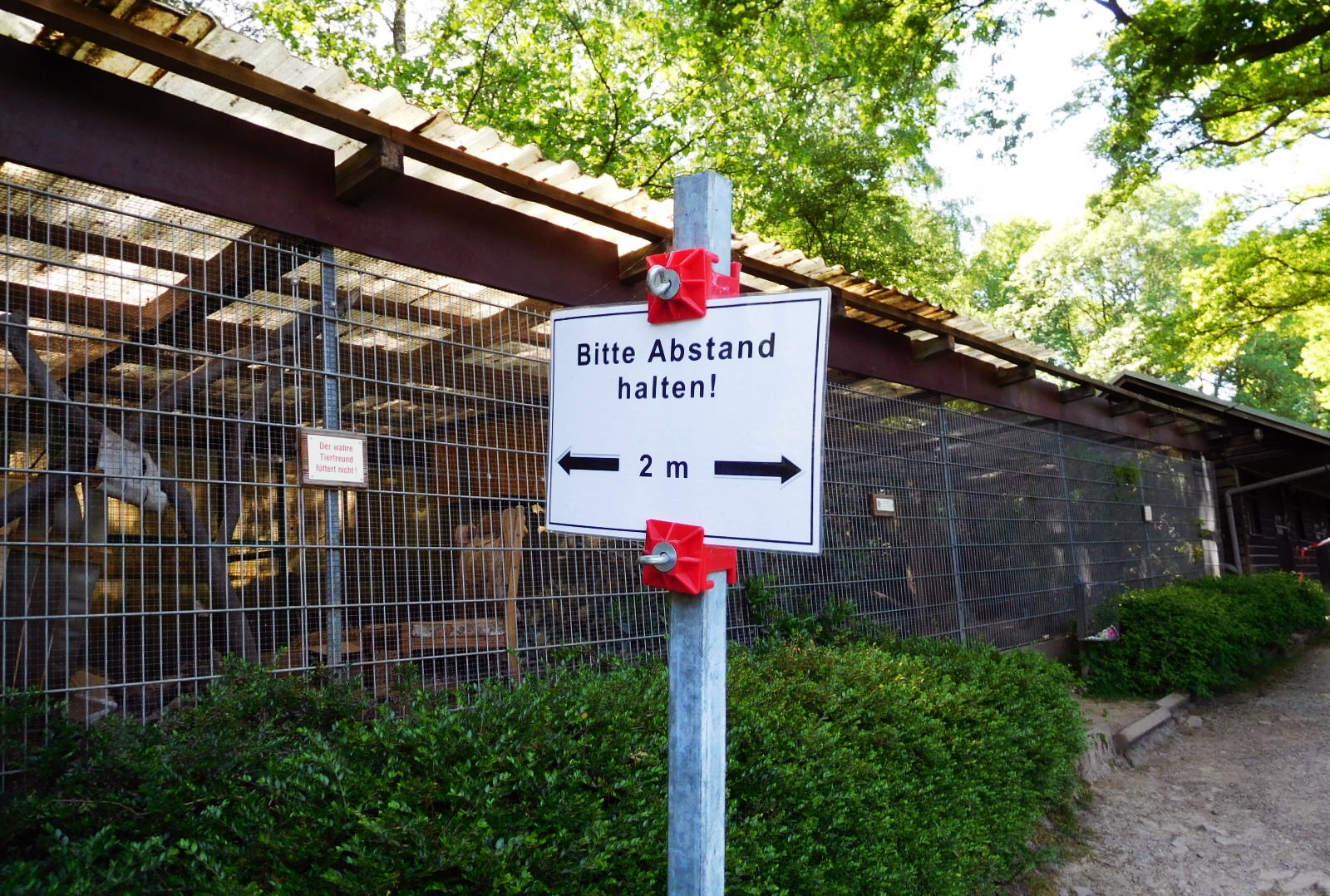
Verhaltenshinweis
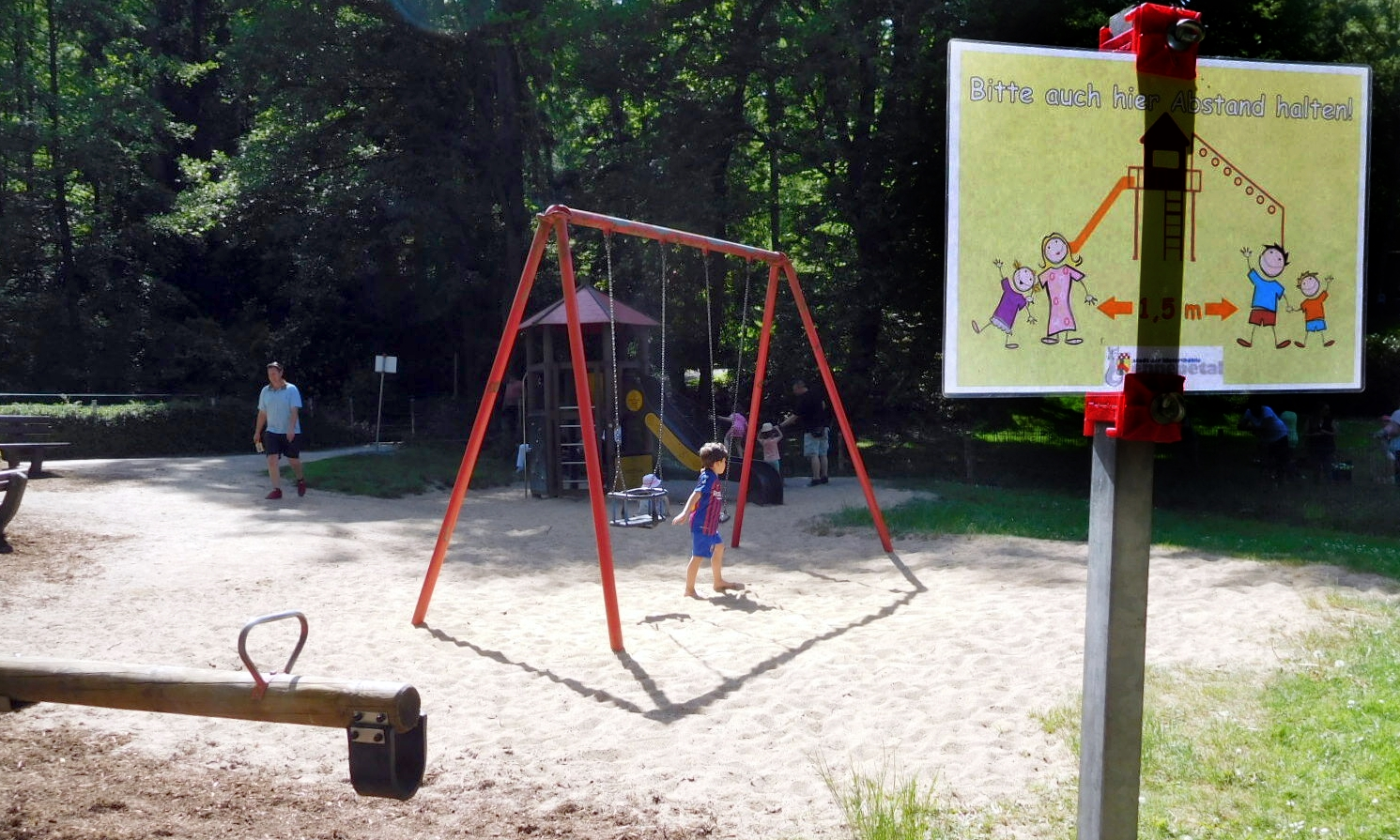
Corona Spielplatzregeln
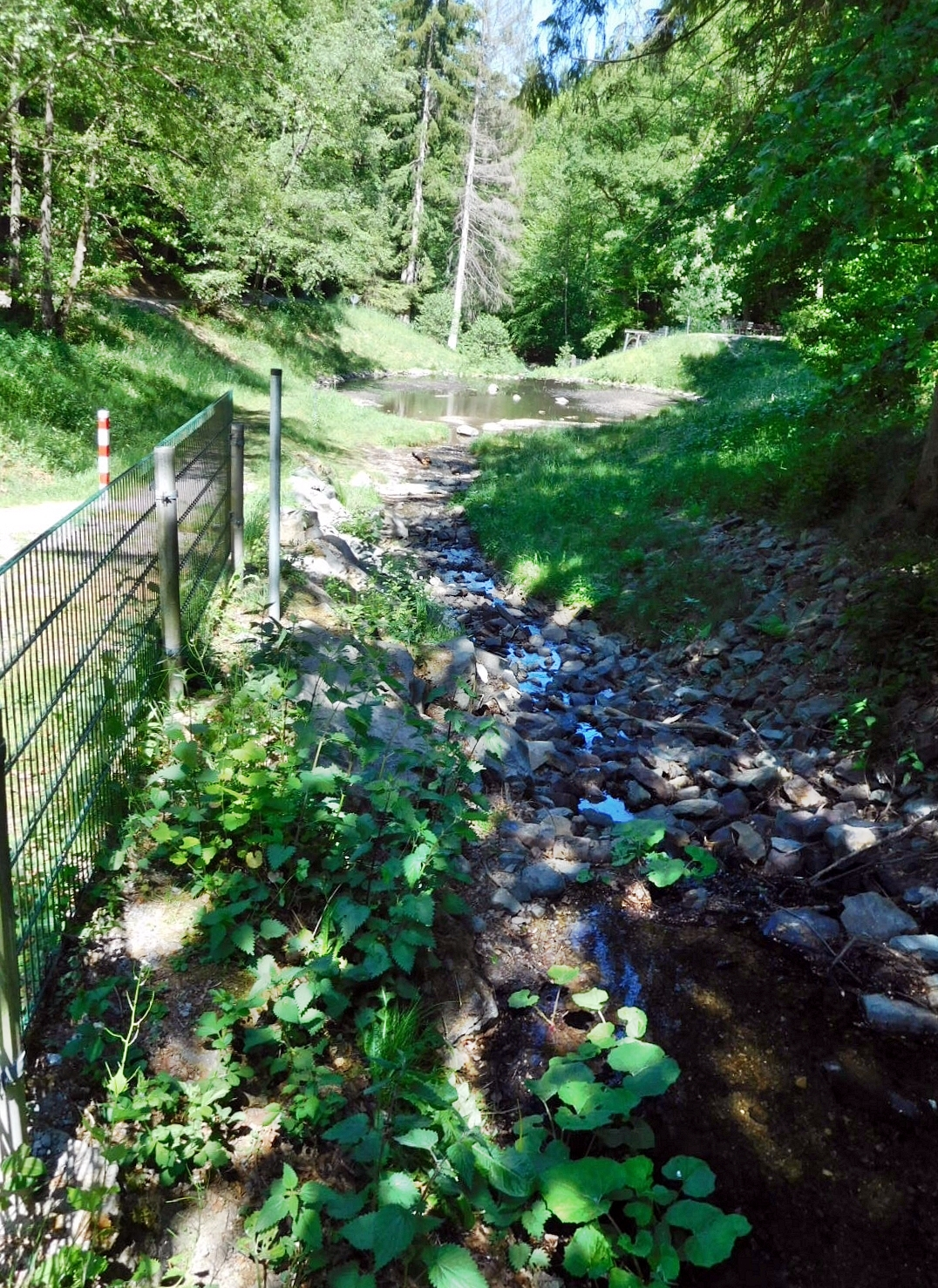
Trockenphase Teich oben

### 2021 Umwelteinflüsse
In Park vermehrt zu sehen sind Abholzungen. So wie es sich darstellt sind es Nadelbäume die gefällt wurden. Es ist davon auszugehen, dass die Auslichtungen forstwirtschaftliche Gründe haben. Die schönen Wanderwege sind erhalten und an vielen Stellen sind Lagerorte der Abholzungen vorhanden, und manchmal stellen die Stapel der Baumstämme sogar dekorative Glanzpunkte dar.
Das Laufwasserwerk ist noch erhalten, aber die Natur nimmt zunehmend Besitz. Die versprochene Umgestaltung des Parks hat noch nicht begonnen.

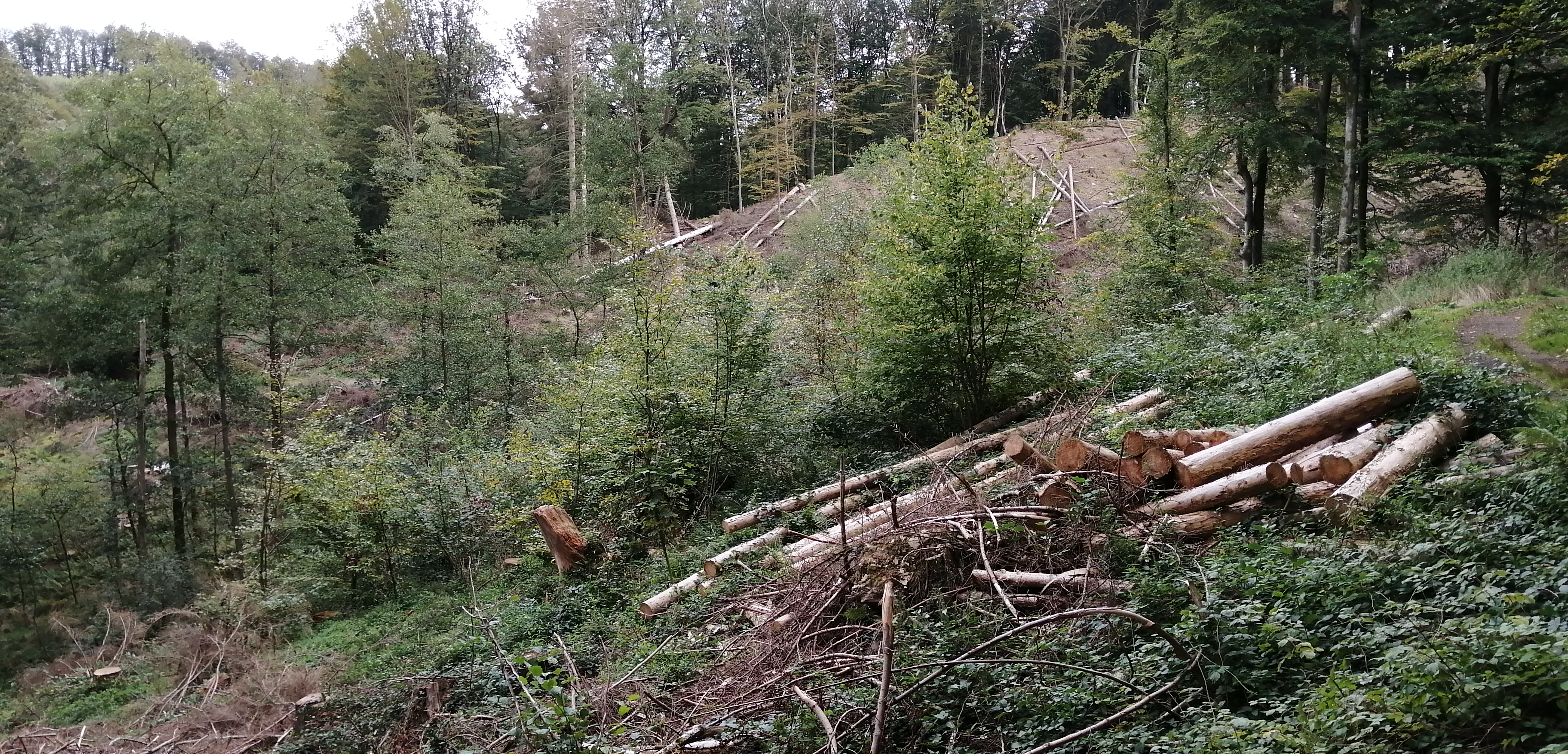
Abholzungen im Parkgebiet.
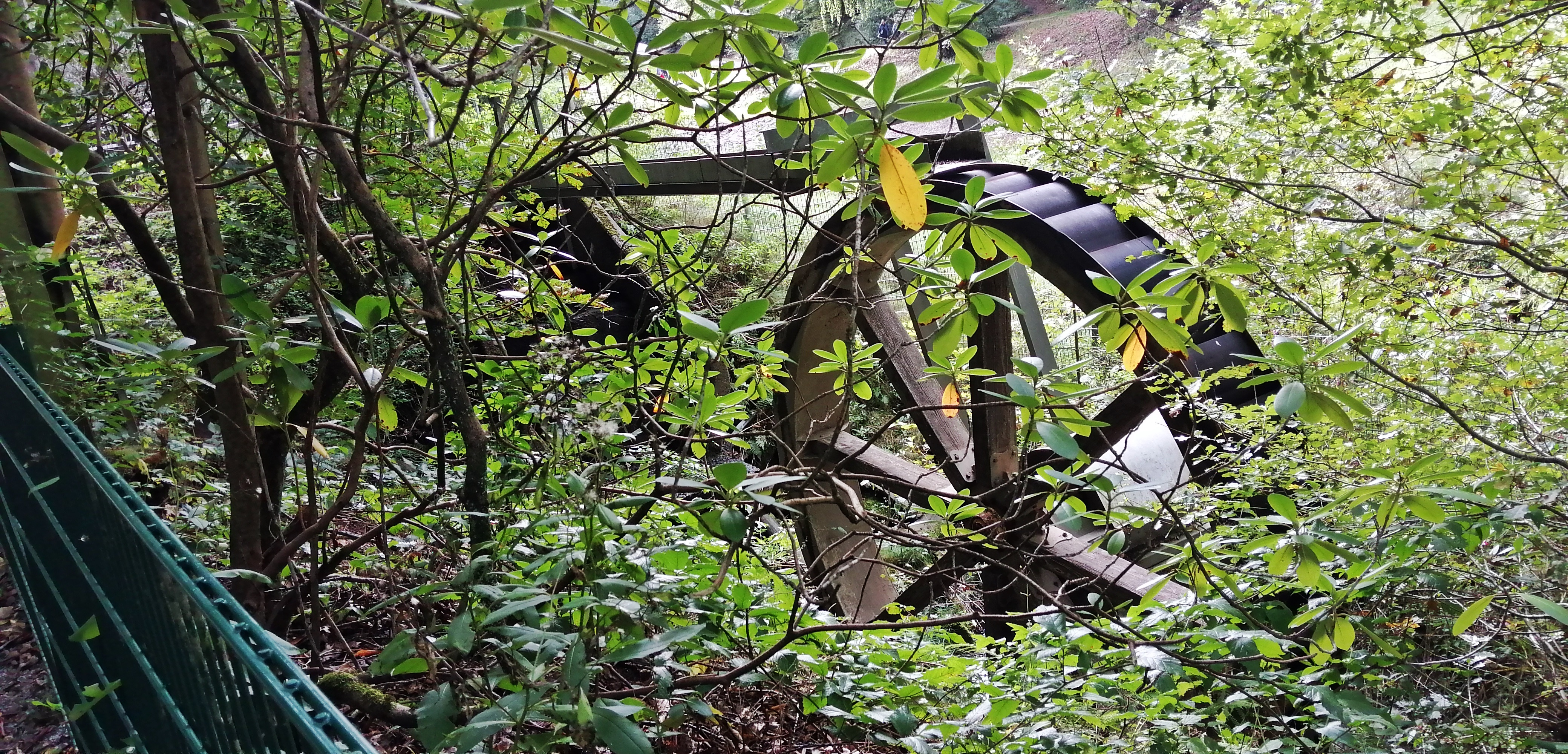
Laufwasserwerk in desolatem Zustand
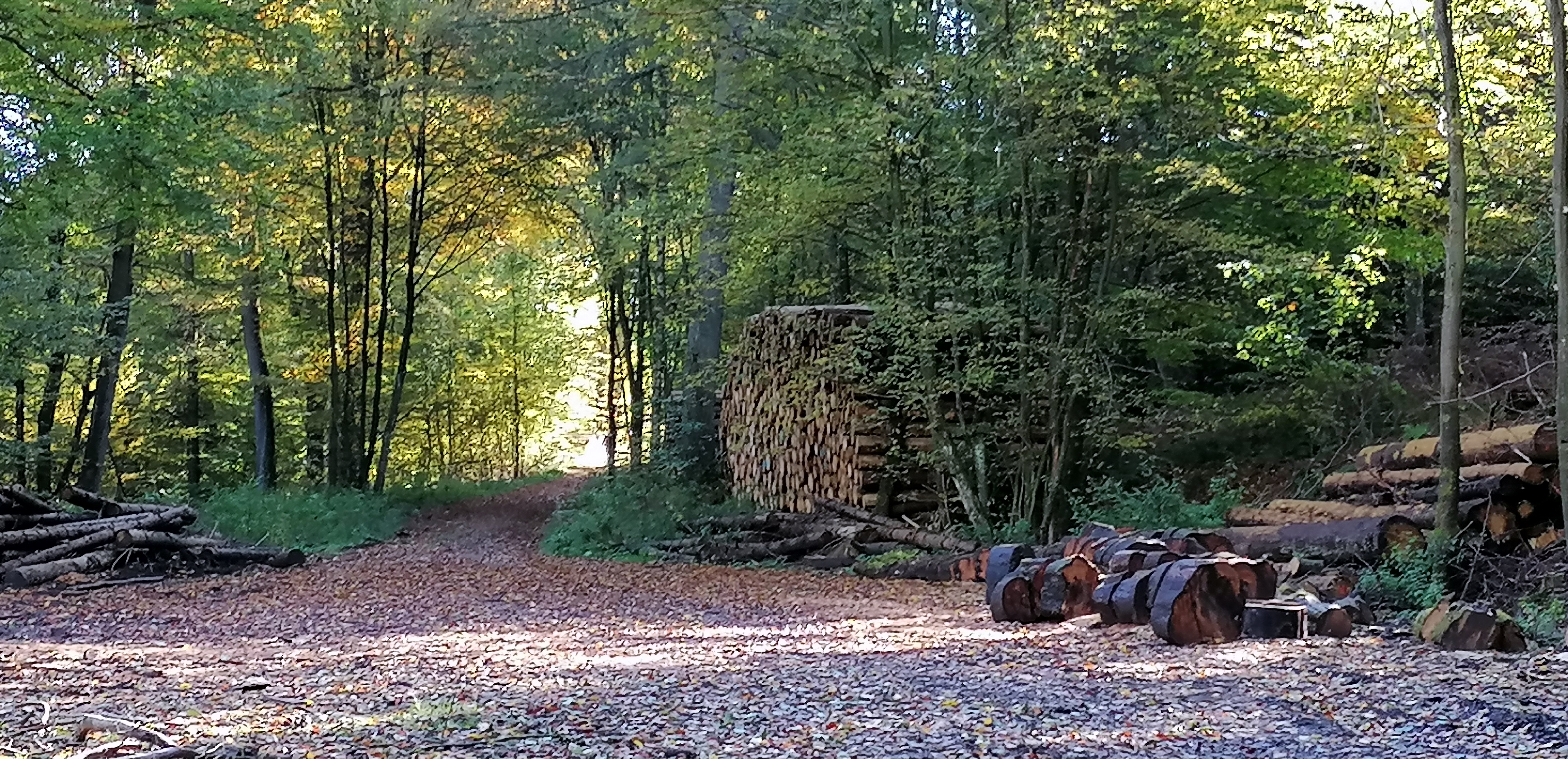
Wanderweg (Sonnenweg)